# Diego Ciccone
Diego Ciccone (* 21. Juli 1987 in Winterthur) ist ein Schweizer Fussballspieler.

## Karriere
Ciccone lernte das Fussballspielen in der U-21-Mannschaft des FC St. Gallen, wo er von 2005 bis 2006 in Diensten stand und viele Einsätze erhielt. 2006 wurde er in die erste Mannschaft des FC St. Gallen hochgezogen und in der Saison 2006/07 in 14 Spielen in der Super League eingesetzt, wo er ein Tor schoss. Nach der Saison 2007/08 stieg er mit der Mannschaft in die Challenge League ab und schaffte ein Jahr später den direkten Wiederaufstieg. Im Sommer 2010 schloss er sich dem FC Vaduz an, bei dem er einen auf zwei Jahre befristeten Vertrag unterzeichnete. Im April 2012 wurde sein Vertrag um zwei weitere Jahre, bis zum Sommer 2014, verlängert.
Zur Saison 2018/19 wechselte Ciccone innerhalb der Challenge League zum FC Rapperswil-Jona, wo er einen Zweijahresvertrag unterschrieb. Er wechselte jedoch bereits im Sommer 2019 kurz zum SC YF Juventus Zürich und danach zum SC Veltheim, wo er gleichzeitig Juniorentrainer ist.

## Titel und Erfolge
FC Vaduz
- Liechtensteiner Cupsieger: 2011, 2013, 2014, 2015, 2016, 2017, 2018
- Aufstieg in die Super League: 2014